# Bukowa Mała
Bukowa Mała – wieś w Polsce położona w województwie lubelskim, w powiecie chełmskim, w gminie Sawin.
| SIMC    | Nazwa               | Rodzaj    |
| ------- | ------------------- | --------- |
| 0106610 | Bukowa Mała-Kolonia | część wsi |

W latach 1975–1998 miejscowość administracyjnie należała do województwa chełmskiego. 
Administracyjnie wieś jest sołectwem. Według Narodowego Spisu Powszechnego (III 2011 r.) liczyła 210 mieszkańców i była szóstą co do wielkości miejscowością gminy.
Wierni Kościoła rzymskokatolickiego należą do parafii Matki Bożej Wspomożenia Wiernych w Bukowej Wielkiej.